# 芝加哥格式手册
《芝加哥格式手册》（缩写为CMS）是一个适用于美国英语的格式指南。该手册受到高度重视，主要用于解决格式、原稿预备，以及少数惯用法的问题。需要注意的是，在出版界的术语中，这里的格式是指标点符号、斜体、粗体、大写、表格等等，而不是指诸如散文、抒情文一类的文体格式。
出版商和编辑在遇到文本所表述的问题时，通常会將该手册列为最终的标准。

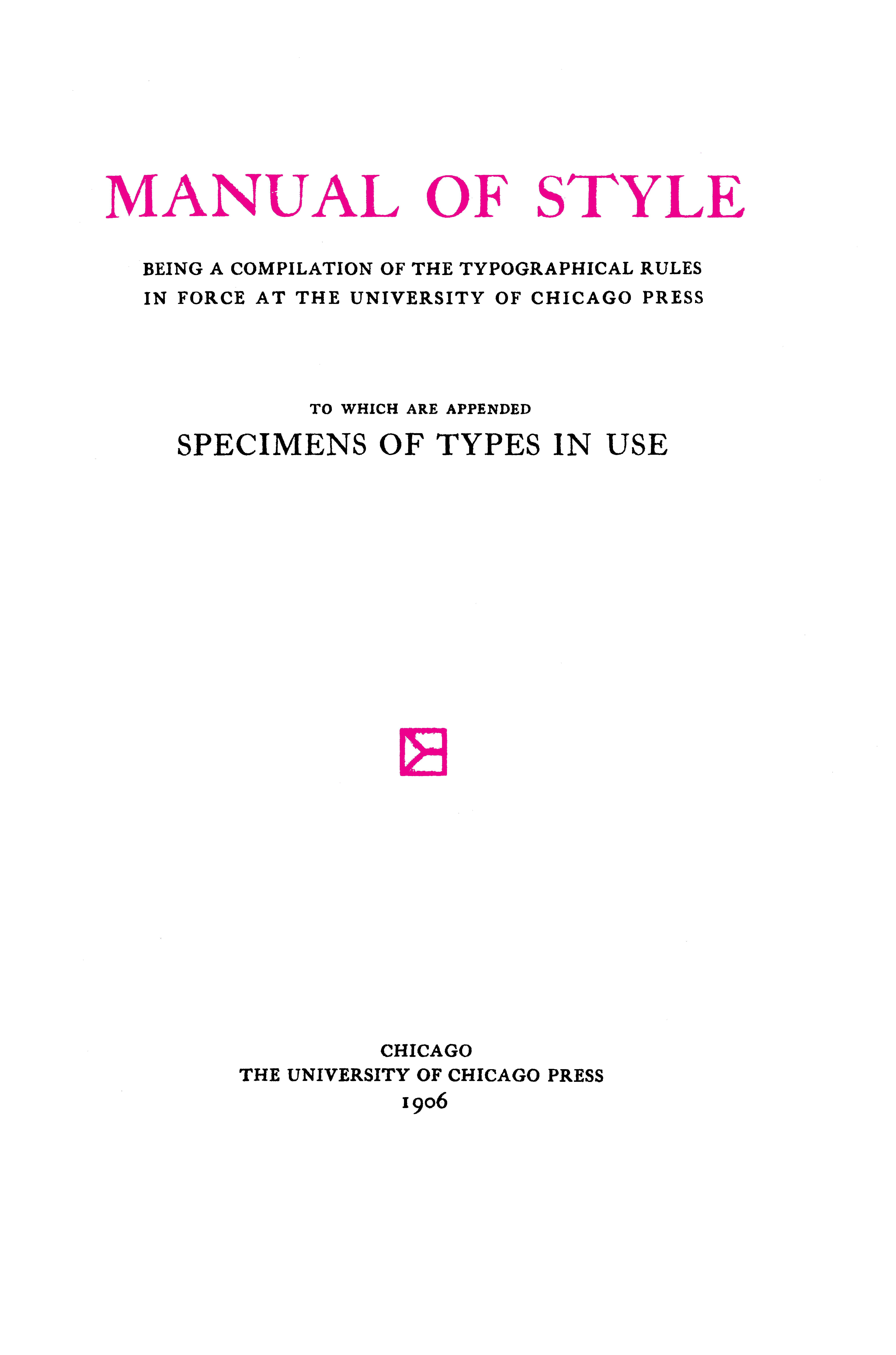
《格式手册》第17版封面

该手册1906年开始由芝加哥大学出版社发行。第一版的名称是《格式手册》（A Manual of Style，全称：Manual of Style: Being a compilation of the typographical rules in force at the University of Chicago Press, to which are appended specimens of type in use），1982年出版第十三版时，书名改为The Chicago Manual of Style，2006年又推出了在线版（The Chicago Manual of Style Online），至2017年为止，共编辑出版了十七版。

## 参見
- 英文写作指南
- 格式指南
- 出版社格式指南